# Пустињска корњача
Пустињске корњаче су претежно копнене животиње које веома ретко улазе у воду. Дужина ових корњача је од 25 до 40 цм, а просечна тежина је око 2 kg. Веома су споре, имају кратке ноге и веома чврст оклоп. Просечан животне век им је између 15 и 20 година.

## Потомство
Пустињске корњаче се паре током пролећа. У периоду између маја и јула женка полаже јаја. Младунци се излегу између августа и октобра. Од десетак јаја само 2 или 3 младунца преживе и постану одрасли примерци.

## Преживљавање
Преко дана пустињска корњача се сакрива од врућине и Сунца у тунеле које копа у песку. Ови тунели могу бити дуги и до 9 метара, а налазе се на дубини од око 0.5 метара. Пустињска корњача се храни травом и другим биљкама.

## Угроженост
Ова врста се сматра рањивом у погледу угрожености врсте од изумирања.

## Распрострањеност
Ове корњаче живе у сувим пределима – полупустињама, шибљацима, на дну кањона... Насељавају југозапад САД и северозапад Мексика.